# Colette Chaigneau
Pour les articles homonymes, voir Chaigneau.
Colette Chaigneau, née le 13 mars 1936 à Authon (Charente-Inférieure), est une femme politique française.

## Biographie
Principale de collège et conseillère municipale de La Rochelle à partir de 1977, elle est la suppléante de Michel Crépeau, député sortant de la première circonscription de la Charente-Maritime et président du Mouvement des radicaux de gauche, lors des élections législatives de 1981.
Porté par une vague rose consécutive de l'élection de François Mitterrand à l'Élysée, il est largement réélu avec 65,41 %. Avec l'entrée au gouvernement de ce dernier, comme ministre de l'Environnement, Colette Chaigneau fait son entrée à la chambre basse. Elle intègre alors le groupe socialiste en tant qu'apparentée et siège à la commission des affaires culturelles, familales et sociales.
En 1986, elle ne figure pas sur la liste MRG-PS « Pour une majorité de progrès avec le président de la République » mais avec le retour du scrutin uninominal par circonscription deux ans plus tard, elle est de nouveau candidate suppléante.
Réélue conseillère municipale de la cité rochelaise en 1983 et 1989, elle devient adjointe au maire chargée des relations publiques et internationales. Lors des élections législatives de 1993, elle est une nouvelle fois suppléante de Michel Crépeau mais celui-ci est battu par Jean-Louis Léonard (UPF-RPR). Elle demeure adjointe jusqu'en 2001, de M. Crépeau puis de Maxime Bono, et élue municipale jusqu'en 2008, année où elle se retire de la vie politique.
Depuis 2019, elle est présidente de l'association des Amis de Michel Crépeau, créée pour commémorer les 20 ans du décès brutal de celui qui fut son mentor.

## Détail des fonctions et des mandats
Mandat parlementaire
- 24 juillet 1981 - 1er avril 1986 : députée de la 1re circonscription de la Charente-Maritime

Mandats locaux
- 1977 - 2008 : conseillère municipale de La Rochelle
- 1989 - 2001 : adjointe au maire de La Rochelle